# Per Michael Jespersen
Per Michael Jespersen (født 26. januar 1963 i København) er en dansk journalist og tidligere direktør for tænketanken Cevea.  
Jespersen blev cand.scient.pol. med bifag i retorik fra Københavns Universitet i 1992. Som nyuddannet arbejdede han i Erhvervsministeriet som informationsmedarbejder, og var fra 1997 til 2005 ansat ved Politiken, bl.a. som ledende debatredaktør. I 2005 til 2009 var han chefredaktør for Ugebrevet A4, der udgives af LO, og i februar 2009 vendte han tilbage til Politiken som opinionsredaktør. Fra maj 2019 til december 2020 var han direktør for tænketanken Cevea.